# جيمس رايت (لاعب هوكي جليد)
جيمس رايت هو لاعب هوكي جليد كندي، ولد في 24 مارس 1990 في ساسكاتون في كندا.

## وصلات خارجية
- جيمس رايت على موقع دوري الهوكي الوطني (الإنجليزية)
- جيمس رايت على موقع EliteProspects.com (الإنجليزية)
- جيمس رايت على موقع Eurohockey.com (الإنجليزية)
- جيمس رايت على موقع HockeyDB.com (الإنجليزية)
- جيمس رايت على موقع Hockey-Reference.com (الإنجليزية)